# 남부짧은꼬리땃쥐
남부짧은꼬리땃쥐(Blarina carolinensis)는 미국 동부에 사는 짧은 꼬리를 가진 회색의 작은 포유류의 일종이다. 전체적인 외양은 설치류의 일종으로 보이지만, 진무맹장목에 속한다.

## 아종
3종의 아종이 알려져 있다.
- Blarina carolinensis carolinensis
- Blarina carolinensis minima
- Blarina carolinensis shermani